# Clinostomus funduloides
Clinostomus funduloides är en fiskart som beskrevs av Girard, 1856. Clinostomus funduloides ingår i släktet Clinostomus och familjen karpfiskar. IUCN kategoriserar arten globalt som livskraftig. Inga underarter finns listade i Catalogue of Life.